# David Lemaitre
David Lemaitre Tavolara (La Paz; 1981), es un cantante y compositor boliviano, hijo de un ingeniero boliviano y una artista chilena.

## Biografía

### Infancia
David Lemaitre nace en La Paz, sede de gobierno de Bolivia, situada a 3.600 m.s.n.m. 
Desde muy pequeño estuvo enlazado directamente con la música y a los 8 años de edad aprendió a tocar la guitarra. Su padre, otro amante de la música, forjó muchas de las influencias de David al escuchar música folcorica boliviana y latinoamericana como Mercedes Sosa y en la época el tan aclamado rock psicodélico como Pink Floyd.
David Lemaitre al ser parte de una familia privilegiada de la sociedad paceña, obtuvo su educación primaria y secundaria en uno de los mejores colegios privados de la ciudad, el Colegio Alemán "Mariscal Braun". Ahí tuvo una educación multilingüe y se familiariza con el Idioma alemán e inglés.
David formó su primera banda que se llamaba Hopeless  (sin esperanza) cuando era apenas un niño; y es que para él la música nunca fue un destino sino una forma de ir por la vida. Tuvo varias otras bandas en Bolivia, se presentó en la Explo Rock con no más de 13 o 14 años. Empezó  a componer desde muy joven, pero se animó a cantar mucho más tarde.

### Europa
A principios de sus veinte años, David decide hacer una gira por Europa y es ahí cuando queda fascinado por Alemania.
Al terminar la secundaria en Bolivia, se muda a Alemania a estudiar programación. Sus planes cambiaron eventualmente, para dedicarse a su música solamente. 
En 2005 fundó la banda SchulzeMeierLehmann en Friburgo. Con los dos amigos con los que crearon la banda logran ingresar a la Popakademie Baden-Württemberg en Mannheim.
Tres años más tarde SchulzeMeierLehmann se separa. De todos modos, por los contactos realizados allí Lemaitre empieza a tocar en pequeños bares, pubs y cafeterías con bandas como Get Well Soon, Chris Garneau, Auftritte beim Melt! & EuroSonic, donde poco a poco se vuelve conocido  y años más tarde firma un contrato como solista con la disquera "PIAS Europe".
Actualmente radica y vive en la capital alemana Berlín.

## Discografía
En 19 de abril del año 2013, "Latitude" el álbum debut en solitario de David Lemaitre es lanzado. El álbum está conformado por 11 canciones en inglés, el material fue lanzado mediante PIAS y lo presentó con más de 200 shows en sus tres giras europeas.
Lemaitre considera el género de su debut álbum como "música pop paciente", mezclando una voz devocional, arreglos acústicos con diferentes sonidos folclóricos.

## Videos

### Oficiales
- Megalomania

### Ghost City Sessions
- Megalomania
- Magnolia (Girl With Camera)
- Spirals
- Six Years